# Los Hermanos
Los Hermanos es una banda de rock del Brasil formada en Río de Janeiro en el año de 1997. Todos los miembros de la banda son naturales de la ciudad de Río de Janeiro estudiantes de la PUC-RJ. Sus principales influencias eran el ska punk en su primer CD, entonces su rock ha creado una característica diversicada como rock alternativo, indie rock, MPB
En abril de 2007, la banda anunció un receso indefinido en el trabajo, alegando que la acumulación de muchos proyectos personales a través de su carrera de diez años.
En noviembre de 2018 se anunció la presencia de la banda en el line up del Lollapalooza Argentina 2019.

## Miembros

### Originales
- Marcelo Camelo - (voz, guitarra y bajo)
- Rodrigo Amarante - (voz, guitarra y bajo)
- Rodrigo Barba - (batería)
- Bruno Medina - (teclados)

### Otros Miembros
- Gabriel Bubu - bajo y guitarra
- Marcelo Costa - saxofón y clarinete
- Bubu Trompete - trompeta
- Mauro Zacharias - trombón

### Antiguos miembros
- Patrick Laplan - (bajo)

## Discografía

### Álbumes de estudio
- (1999) Los Hermanos
- (2001) Bloco do Eu Sozinho
- (2003) Ventura
- (2005) 4

### En Vivo
- (2008) Los Hermanos na Fundição Progresso - 09 de Junho de 2007

### DVD
- (2004) Los Hermanos no Cine Íris - 28 de Junho de 2004
- (2008) Los Hermanos na Fundição Progresso - 09 de Junho de 2007